# 圣奥古斯丁海滩 (佛罗里达州)
圣奥古斯丁海滩（英語：St. Augustine Beach），是美国佛罗里达州聖約翰斯縣下属的一座城市。建立于1959年。面积约为5平方公里（约合1.9平方英里）。根据2010年美国人口普查，该市有人口6,176人。论人口在本州排行第194。